# Sabine Steinbach
Sabine Steinbach, född 18 juli 1952 i Karl-Marx-Stadt, är en före detta östtysk simmare.

## Karriär
Vid junior-EM 1967 i Linköping tog Steinbach tre guld på 100 meter ryggsim, 200 meter fjärilsim och 200 meter medley.
Steinbach blev olympisk bronsmedaljör på 400 meter medley vid sommarspelen 1968 i Mexico City.